# Distrikt Molinos
Der Distrikt Molinos liegt in der Provinz Jauja in der Region Junín in Zentral-Peru. Der Distrikt wurde am 11. September 1956 gegründet. Er besitzt eine Fläche von 314 km². Beim Zensus 2017 wurden 1045 Einwohner gezählt. Im Jahr 1993 lag die Einwohnerzahl bei 2272, im Jahr 2007 bei 1816. Sitz der Distriktverwaltung ist die 3430 m hoch gelegene Ortschaft Molinos mit 658 Einwohnern (Stand 2017). Molinos befindet sich 7,3 km ostnordöstlich der Provinzhauptstadt Jauja.

## Geografische Lage
Der Distrikt Molinos befindet sich in der peruanischen Zentralkordillere im zentralen Nordosten der Provinz Jauja. Die Längsausdehnung in SSW-NNO-Richtung beträgt etwa 40 km. Der Südwesten des Distrikts wird über den Río Molinos zum Río Mantaro nach Westen entwässert. Der Norden des Distrikts wird vom Río Curimarca, einem Zufluss des Río Tulumayo, in nordöstlicher Richtung durchflossen.
Der Distrikt Molinos grenzt im Westen an die Distrikte Yauli und Ricrán, im Norden an den Distrikt Monobamba, im Osten und im Südosten an den Distrikt Apata sowie im äußersten Südwesten an die Distrikte Masma Chicche, Julcán und Huertas.

## Ortschaften
Im Distrikt gibt es neben dem Hauptort folgende größere Ortschaften:
- Curimarca (598 Einwohner)
- Quero (202 Einwohner)